# Méthode Jaubert
 (janvier 2009).
La méthode Jaubert est une méthode de conception de bac récifal en aquariophilie d'eau de mer. Elle tire son nom du professeur Jean Jaubert qui l'a mise au point à l'Université Nice-Sophia-Antipolis en 1979. Le premier article traitant de cette méthode a été publié en 1981 et le deuxième en 1989.

## Mise en œuvre
Cette méthode, dite naturelle, utilise 3 éléments de base :
- un brassage modéré de l'eau (3 à 6 fois le volume d'eau par heure), dirigé vers la surface
- un éclairement intense (de 0,5 à 1 watt par litre d'eau pour des lampes à décharge)
- un sol (sable de corail, aragonite « vivant ») de 8 à 10 centimètres d'épaisseur déposé sur une grille[1] délimitant, au fond de l'aquarium, un espace semi confiné et pauvre en oxygène de 2 centimètres, le plénum.

Ainsi, dans certaines conditions (les biomasses de poissons et de coraux sont des facteurs limitants), seule la compensation de l'eau évaporée est nécessaire. C'est une méthode peu chère et écologique dans la mesure où seules quelques pierres vivantes et du sable vivant sont nécessaires, contrairement à la méthode dite berlinoise.

## Historique
Les circonstances qui ont présidé à la découverte de cette méthode et ses principales applications sont décrites dans un article récent (Jaubert, 2008a). La lente percolation du sédiment, provoquée par le brassage de l'aquarium ainsi que la faune et la flore du sédiment (sable vivant) jouent un rôle déterminant dans les processus qui permettent à l'eau de conserver ses propriétés physico-chimiques. En particulier, les nitrates sont éliminés par des bactéries qui habitent les couches pauvres en oxygène du sédiment qui tapisse le fond de l'aquarium, tandis que l'alcalinité est maintenue parce que ce même sédiment fonctionne comme un réacteur. En se dissolvant, il remplace les ions calcium que les coraux, les algues calcaires et d'autres organismes absorbent pour construire leurs squelettes. Ces processus très complexes qui ne sont pas encore tous parfaitement connus sont décrits par un article publié dans les actes du Septième Congrès International sur les Aquariums qui s'est tenu à Shanghai (Chine) en octobre 2008 (Jaubert, 2008b).
Le professeur a déposé un brevet de sa méthode.

## Sources
- Jaubert J., 1981. Le circuit fermé marin sans filtre: premiers résultats. Vie Marine, 3: 47-52.
- (en) Jaubert J., 1988 (1989). An integrated nitrifying-denitrifying biological system capable of purifying seawater in a closed circuit system. In: Proceedings of the second International Aquarium Congress, Monaco. Bulletin de l’Institut Océanographique Monaco 5: 101-106.  (ISBN 2-7260-0141-6)
- (en) Jaubert, 2008a. Scientific considerations on a technique of ecological purification that made possible the cultivation of reef-building corals in Monaco. In: Proceedings of the First International Symposium of Coral
- (en) Husbandry in Public Aquaria 16 – 21 April 2007, Burgers’ Zoo, Arnhem, The Netherlands.Series, vol. 2. R.J. Leewis and M. Janse (eds.), pp. 115-126 © 2008 Burgers’ Zoo, Arnhem, the Netherlands.
- (en) Jaubert, 2008b. Biogeochemical processes and water homeostasis in an ecologically purified captive marine ecosystem: facts and hypotheses. In: Proceedings of the 7th International Aquarium Congress (IAC 2008), 19 – 24 October 2008. Shanghai, China: D4 145-155. http://www.iac2008.cn